# Melitaea cellapartita
Melitaea cellapartita är en fjärilsart som beskrevs av Ruggero Verity 1950. Melitaea cellapartita ingår i släktet Melitaea och familjen praktfjärilar. Inga underarter finns listade i Catalogue of Life.